# Милойчич, Владимир
Вла́димир Ми́лойчич, серб. Vladimir Milojčić (7 февраля 1918, Загреб — 19 февраля 1978, Гейдельберг) — сербский археолог, работавший с 1940-х гг. в Германии. Получил известность как исследователь доисторических культур Европы.
Милойчич начал изучать древнюю историю в 1938 г. у профессора М. Васича в Белградском университете. Во время учёбы он принимал участие в разнообразных раскопках, в частности, в крепости Калимагдан под руководством Вильгельма Унферцагта, в Юстиниана Прима под руководством В. Петковича и в Вучедоле под руководством Роберта Рудольфа Шмидта. В 1942 г. он стал аспирантом профессора Освальда Менгина в Вене, где в 1944 г. защитил диссертацию «Древнейший неолит Сербии».
В послевоенный период преподавал в различных вузах Германии. Проводил раскопки древнейших неолитических поселений Греции, в частности, Аргисса-Магула. Автор обзорных трудов по доисторической хронологии, соавтор «Большого атласа всемирной истории» (Großer historischer Weltatlas . — München : Bayerischer Schulbuch-Verl. 1958).

## Избранные публикации
- Chronologie der jüngeren Steinzeit Mittel- und Südosteuropas. Berlin 1949.
- Paläolithikum um Larissa in Thessalien. Bonn 1965.
- (Hrsg.), Kolloquium über Spätantike und frühmittelalterliche Skulptur. Mainz a. Rh. 1971.
- (Hrsg.), Demetrias. Bonn 1976—1987.